# Jehanabad
Jehanabad er en by i delstaten Bihar i det nordøstlige Indien. Byen har 103.202(2011) indbyggere og ligger omtrent 62 kilometer fra delstatshovedstaden Patna. Jehanabad er hovedby i distriktet Jehanabad.